# Zorion taranakiensis
Zorion taranakiensis är en skalbaggsart som beskrevs av Schnitzler 2005. Zorion taranakiensis ingår i släktet Zorion och familjen långhorningar. Inga underarter finns listade i Catalogue of Life.